# علی‌آباد (مهدی‌شهر)
علی‌آباد یکی از روستاهای شهرستان مهدی‌شهر در استان سمنان است. بر پایه سرشماری در سال ۱۳۸۵، جمعیت این روستا ۱۵۰ نفر (۴۴ خانوار) و بر پایه سرشماری در سال ۱۳۷۵، نفر (۱ خانوار) بوده‌است.